# Timotheus Kirke
Timotheus Kirke ligger på Christen Bergs Allé 5 i Valby i Københavns Kommune.

## Historie
Kirkens arkitekt var Jens Christian Kofoed.
Timotheuskirken fyldte 100 år i 2011, og i den forbindelse gennemgik hele kirken en omfattende renovering og dertil en nyindretning af kirkerummet.

## Kirkebygningen
- Indgang

## Interiør
Tekst mangler, hjælp os med at skrive teksten

## Eksterne kilder og henvisninger
- Timotheus Kirke hos KortTilKirken.dk